# Lisa Smirnova

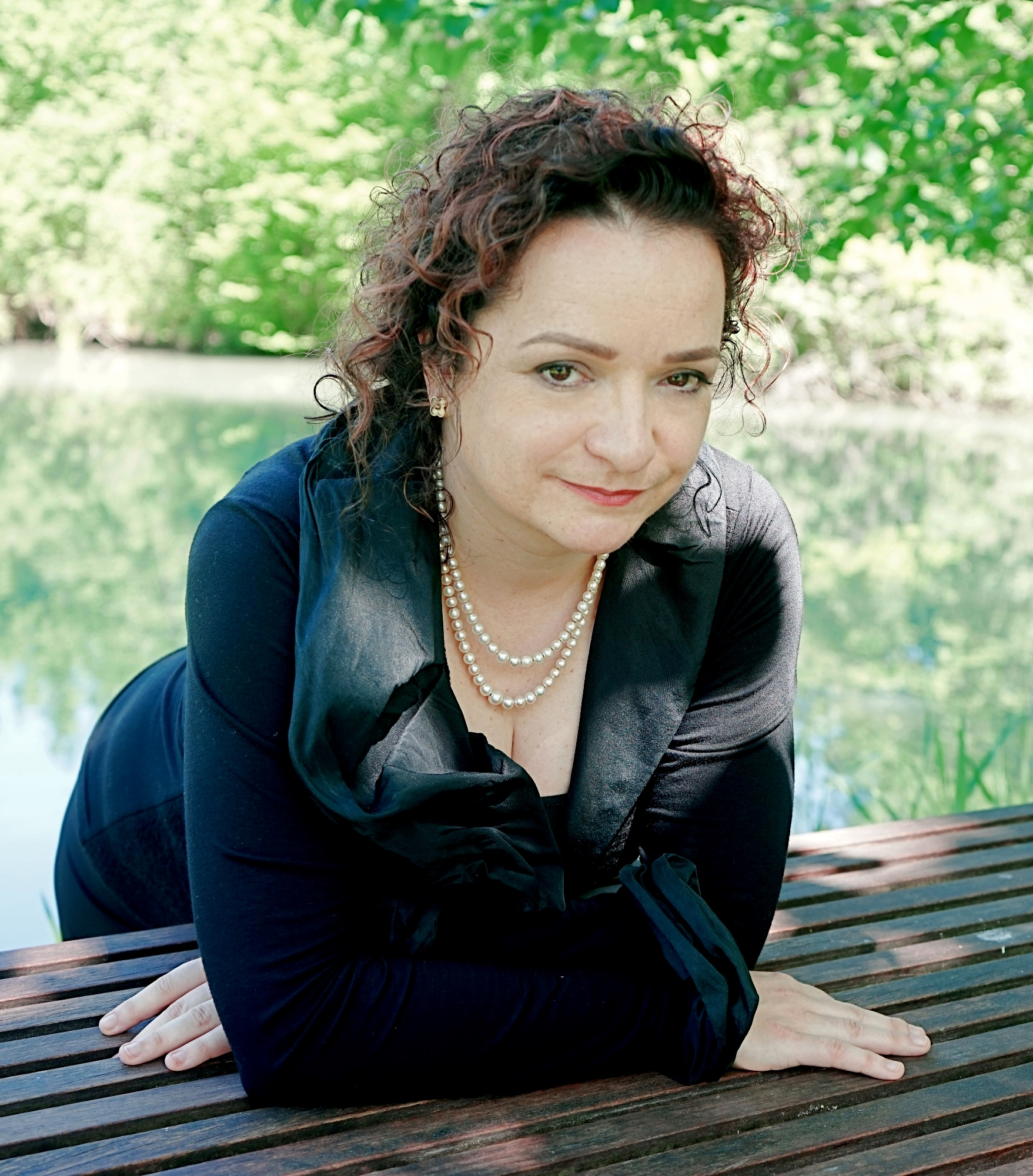
Die österreichische Pianistin Lisa Smirnova (2017)

Lisa Smirnova (* 6. August 1972 in Moskau, Sowjetunion) ist eine österreichische Pianistin russischer Herkunft.

## Leben
Smirnova erhielt ihren ersten Klavierunterricht bei Anna Pawlowna Kantor an der Gnessin-Spezialmusikschule in Moskau, bevor sie 1990 in die Klasse von Lew Naumow am Tschaikowski-Konservatorium Moskau aufgenommen wurde. 1991 setzte sie ihr Studium am Mozarteum Salzburg bei Karl-Heinz Kämmerling fort, das sie 1998 mit Auszeichnung abschloss. Daneben vertiefte sie ihre Studien bei Maria Curcio und Robert Levin in London.
Mit ihrem Debüt in der Carnegie Hall 1992 begann ihre internationale Laufbahn. Seither ist sie in Europa, Asien sowie Nord- und Südamerika aufgetreten und war u. a. in der Suntory Hall Tokyo, der Wigmore Hall London, dem Musikverein Wien, dem Konzerthaus Wien, dem Concertgebouw Amsterdam oder der Sala Verdi Mailand zu hören. Regelmäßig ist sie zu Gast bei renommierten Musikfestivals wie dem Lucerne Festival, den Salzburger Festspielen, der Salzburger Mozartwoche, dem Schleswig-Holstein Musik Festival oder der Styriarte Graz. Es entstanden Rundfunkaufnahmen beim ORF, BR, NDR, SDR, WDR sowie bei der BBC, der NPR und Radio France. Ihre Einspielungen wurden mit zahlreichen Preisen ausgezeichnet.
Smirnova spielte unter namhaften Dirigenten wie Ivor Bolton, Andrey Boreyko, Manfred Honeck, Carlos Kalmar, Lev Markiz, Andres Mustonen oder John Storgårds und mit Orchestern wie der Staatskapelle Weimar, der Deutschen Kammerakademie Neuss, der Jenaer Philharmonie, dem Staatsorchester Halle, dem Georgischen Kammerorchester Ingolstadt, der Württembergischen Philharmonie, den Salzburg Chamber Soloists, dem Mozarteum-Orchester Salzburg, dem Tonkünstler-Orchester Niederösterreich, dem Wiener Kammerorchester, der Beethoven Akademie Antwerpen, der Tallinn Sinfonietta, dem Kuopio Symphony Orchestra, dem Lahti Symphony Orchestra, der Sinfonia Varsovia, dem Zagreb Philharmonic Orchestra, dem Symphony Orchestra RTV Slovenia, dem Belgrade Philharmonic, der Breslauer Philharmonie W. Lutoslawski, dem ProMusica Chamber Orchestra,  oder dem Illinois Philharmonic. Kammermusikpartner waren u. a. Benjamin Schmid, Clemens Hagen, Sergei Nakariakov, Dmitri Sitkowetski, Antje Weithaas, Thomas Zehetmair sowie die Mitglieder des Astor Piazzolla New Tango Quintetts, das Belcanto Strings Streichtrio, die Bläsersolisten der Berliner Philharmoniker oder das Leipziger Streichquartett.
Im Rahmen ihres Engagements für neue Musik realisierte sie zahlreiche Uraufführungen und Länderpremieren der Werke bedeutender zeitgenössischer Komponisten wie Giya Kancheli, Friedrich Gulda, Rodion Schtschedrin, Valentin Silvestrov, Wolfgang Rihm, Maxim Seloujanov und Minas Borboudakis.
2007 gründete sie das New Classic Ensemble Wien, dem die Musiker Benjamin Ziervogel (Violine), Werner Neugebauer (Violine), Firmian Lermer (Viola), Detlef Mielke (Violoncello) und Herwig Neugebauer (Kontrabass) angehören. Den Schwerpunkt des Repertoires bilden Aufführungen barocker und klassischer Klavierkonzerte in solistischer Besetzung. Weiterhin hatte sie von 2007 bis 2012 die Künstlerische Leitung des Nagasaki-Ojika Musikfestivals in Japan inne.
Neben ihrer Konzerttätigkeit widmet sich Smirnova der Musikvermittlung und der Förderung des musikalischen Nachwuchses. Zwischen 2002 und 2015 hielt sie jährlich Meisterkurse in Deutschland, Österreich und Japan ab. Als Assistentin der Klasse Prof. Karl-Heinz Kämmerling erhielt sie 2007 einen Lehrauftrag an der Universität Mozarteum Salzburg und unterrichtete bis 2009 auch Studierende am Leopold Mozart Institut für Hochbegabtenförderung. Von 2010 bis 2015 war sie Künstlerische Leiterin der von ihr gegründeten Razumovsky Musik-Akademie Wien, die musikalisch hochbegabte Kinder und Jugendliche fördert.  2016 folgte sie dem Ruf an die Robert Schumann Hochschule Düsseldorf, wo sie eine Professur für Klavier bekleidet und geschäftsführende Direktorin des Ausbildungszentrums Schumann Junior ist.
Smirnovas programmatische Schwerpunkte bilden die Werke des Barock und der Wiener Klassik. Außerdem gilt ihr Interesse innovativen, genreübergreifenden Projekten und unkonventionellen Konzertformaten.

## Preise und Auszeichnungen
- 2012: Instrumental Choice des BBC Music Magazin für die Einspielung von Händels „The Eight Great Suites“
- 2005: Diapason 5 für die Einspielung von J. S. Bachs  Sechs Sonaten und Partiten mit Benjamin Schmid (Violine) mit der Klavierbegleitung von R. Schumann
- 1997: Editor´s Choice des SoundScapes Magazine Australia für die Einspielung von N. Paganinis 24 Capricen für Violine mit der Klavierbegleitung von R. Schumann (mit Benjamin Schmid, Violine)
- 1993: Brahms-Preis des Schleswig-Holstein Musikfestivals
- 1993: Concours Haydn-Schubert de Sarrebourg
- 1992: Internationaler Klavierwettbewerb Köln – Stiftung Tomassoni
- 1992: Missouri International Piano Competition
- 1991: Citta di Marsala

## Diskographie
- W. A. Mozart: Piano Concertos Nos. 12 & 20 (Chamber Versions), paladino music 2021
- L. van Beethoven: Sonata no. 32 op. 111, Prokofiev: Sonata No. 8 op. 84 (live at the Concertgebouw Amsterdam), Paladino Music 2016
- D. Shostakovich: Preludes; Prokofiev: Visions Fugitives; Weill: 7 Pieces from the „Threepenny Opera“ (mit Benjamin Schmid, Violine), Ondine 2015
- G. F. Händel: The Eight Great Suites, ECM  New Series 2011/2012
- J. S. Bach: Six Sonatas & Partitas for Violin with Piano accompaniment by Robert Schumann (mit Benjamin Schmid, Violine), 1995/2010 MDG, World Premiere Recording
- „One lives but ones“ Waltzes for Piano Solo, Waltzes by Chopin, Schubert, Strauss/Tausig, Tchaikovsky, Scriabin, Ravel, Satie, Oehms Classics 2003
- „Piéces de Concert“, Concert & Encore Pieces by Milhaud, Ravel, Brahms, Saint-Saëns, Bazzini, Tchaikovsky (mit Benjamin Schmid, Violine), Oehms Classics 2003
- E. Bloch: Suite Hebraique, Complete Works for Viola and Piano (mit Daniel Raiskin, Viola), BMG / Arte Nova Classics 2003
- „Oblivion“ – Tangos by Astor Piazzolla, (mit dem Okoun Ensemble), BMC 2001
- J. Haydn: Piano Concertos, Hob.XVIII:3, XVIII:4, XVIII:11, (mit der Sinfonia Varsovia und V. Schmidt-Gertenbach) BMG / Arte Nova Classics 1997
- L. van Beethoven, Piano Concertos Nos. 1 & 3 (mit der Jenaer Philharmonie und David Montgomery) BMG / Arte Nova Classics 1996
- N. Paganini, 24 Caprices for Violin with Piano Accompaniment by Robert Schumann (mit Benjamin Schmid, Violine), MDG Gold 1996
- W. A. Mozart, Sonatas  KV 19d, 123a, 186c, 497 for four Hands (mit Christian Hornef), BMG / Arte Nova Classics 1995